# Petter Wastå
Petter Wasta (Torsas, Suecia, 2 de febrero de 1976) es un exfutbolista sueco. Jugaba de portero y su último equipo fue el Kalmar FF de la Allsvenskan de Suecia.
En su juventud se unió al Torsas GoLF de la provincia de Kalmar, después en 1993 pasa al Osters IF donde debutó como profesional. En 1994 sería contratado por el Kalmar FF en donde terminó jugando toda su carrera. Con este club logró ser campeón de la Allsvenskan, la Copa de Suecia, la Supercopa de Suecia, además de lograr 2 títulos de Superettan.
Se retiró en el 2012, después de perder la titularidad en los últimos años por el joven Etrit Berisha. En el Kalmar disputó 438 partidos y fue internacional en una ocasión con la selección sub-21 de Suecia.

### Trayectoria como jugador
| Club                     | País   | Año       |
| ------------------------ | ------ | --------- |
| Torsas GoLF (inferiores) | Suecia | 1992      |
| Osters IF                | Suecia | 1993      |
| Kalmar FF                | Suecia | 1994-2012 |

### Palmarés
| Título              | Club      | País   | Año  |
| ------------------- | --------- | ------ | ---- |
| División 1 Södra    | Kalmar FF | Suecia | 1998 |
| Superettan          | Kalmar FF | Suecia | 2001 |
| Superettan          | Kalmar FF | Suecia | 2003 |
| Copa de Suecia      | Kalmar FF | Suecia | 2007 |
| Allsvenskan         | Kalmar FF | Suecia | 2008 |
| Supercopa de Suecia | Kalmar FF | Suecia | 2009 |